# Silvernitrat
Silvernitrat är salpetersyrans silversalt, eller silvrets nitrat och har kemisk formel AgNO3. På latin heter saltet argentum nitricum men kallas även kort för lapis från dess äldre latinska benämning lapis infernalis. Saltets molmassa är 169,9 g/mol.   

## Framställning
efter Meyers varulexikon, 1952
Silvernitrat tillverkas genom lösning av rent metalliskt silver i salpetersyra, indunstning till torrhet och upphettning av indunstningsresterna till smältning för att avlägsna spår av fri salpetersyra. När man löser resten i vatten och indunstar till kristallation, erhålls saltet som färglösa, genomskinliga, tavelformade eller bladiga kristaller.
Vid fabriksmässig tillverkning används ofta kopparhaltigt silver. Då löser man den smälta massan i vatten och tillsätter under någon tid ren silveroxid, varvid kopparn utfälls som olöslig oxid, som därefter filtreras bort.

## Användning
Silvernitrat har använts flitigt inom fotografin för att tillverka fotografisk film. Det används även för etsning av blodkärl för att förhindra blödning. Silvernitrat är inte ljuskänsligt i sig, utan används istället för att tillverka ljuskänsliga silverhalider direkt i filmens emulsion. 
Eftersom silvernitrat är vattenlösligt men varken silverklorid,  silverbromid eller silverjodid är det, kan man analysera förekomsten av kloridjoner, bromidjoner elller jodidjoner i en vattenlösning genom att droppa silvernitratlösning i vattenlösningen. Finns det klorid-, bromid- eller jodidjoner närvarande bildas en svårlöslig vit respektive gul fällning. Innehåller lösningen samtidigt reducerande ämnen, såsom askorbinsyra (C-vitamin), bildas det också en mörk eller grå finkornig fällning av metalliskt silver.
Den tyske läkaren Carl Siegmund Franz Credé införde 1881 metoden att droppa en lösning av silvernitrat (inledningsvis 2 %, senare användes huvudsakligen en 1 % lösning) i ögonen på nyfödda spädbarn för att förhindra blindhet hos dem som smittats med gonokocker vid födelsen (blennorrhæa neonatorum, ögonvarflytning hos nyfödda). Behandlingen kallas ofta Credés profylax.